# كلفن لانكستر
كلفن لانكستر (بالإنجليزية: Kelvin Lancaster)‏ هو اقتصادي أمريكي، ولد في 10 ديسمبر 1924 في سيدني في أستراليا، وتوفي في 23 يوليو 1999 في نيويورك في الولايات المتحدة.